# ISO 3166-2:PM
ISO 3166-2:PM is een ISO-standaard met betrekking tot de zogenaamde geocodes. Het is een subset van de ISO 3166-2 tabel, die specifiek betrekking heeft op Saint-Pierre en Miquelon. Voor Saint-Pierre en Miquelon kunnen hiermee de deelgebieden op het hoogste niveau worden gedefinieerd.
De gegevens werden tot op 26 november 2018 geüpdatet op het ISO Online Browsing Platform (OBP). Er werden geen deelgebieden gedefinieerd.
Als overzees gebiedsdeel van Frankrijk is Saint-Pierre en Miquelon daarnaast ook opgenomen met de code FR-PM als onderdeel van de subset ISO 3166-2:FR.